# پیکویی
پیکویی (نام علمی: Caryocar brasiliense) نام یک گونه از رده دولپه‌ای‌ها است.